# Crestview (Kentucky)
Pour les articles homonymes, voir Crestview.
La ville de Crestview est située dans le comté de Campbell, dans l’État du Kentucky, aux États-Unis. Sa population s’élevait à 475 habitants lors du recensement de 2010, estimée à 483 habitants en 2016.

## Source
- (en) Cet article est partiellement ou en totalité issu de l’article de Wikipédia en anglais intitulé « Crestview, Kentucky » (voir la liste des auteurs).